# Franz Heiduk
Franz Heiduk (ur. 12 czerwca 1925 we Wrocławiu, zm. 8 stycznia 2023 we Würzburgu) – niemiecki nauczyciel, leksykograf, biografista.
W 1956 rozpoczął studia na Uniwersytecie Fryderyka i Aleksandra w Erlangen i Norymberdze. Od 1957 studiował na Uniwersytecie Johanna Wolfganga Goethego we Frankfurcie nad Menem. W 1970 uzyskał stopień Dr. phil. W latach 70. był redaktorem czasopisma „Aurora – Jahrbuch der Eichendorff-Gesellschaft”.

## Opracowania
- Die Dichter der galanten Lyrik. Studien zur Neukirchschen Sammlung (= Bibliothek des Börsenvereins des Deutschen Buchhandels e.V.(inne języki)). A. Francke Verlag, Bern 1971, ISBN 3-7720-0931-X (Druckfassung der Dissertation).
- współautor Wolfgang Kessler(inne języki): Der Wächter und Eichendorff-Kalender. Gesamt-Inhaltsverzeichnis. Jan Thorbecke Verlag, Sigmaringen 1985, ISBN 3-7995-1804-5.
- Oberschlesisches Literatur-Lexikon. Biographisch-bibliographisches Handbuch. Palatina-Verlag, Heidelberg, ISBN 3-7861-1609-1. (Dreiteiliges Werk):
  - Teil 1: A–H: 1990, ISBN 3-7861-1604-0.
  - Teil 2: I–P: 1993, ISBN 3-7861-1696-2.
  - Teil 3: Q–Z (mit Berichtigungen, Ergänzungen und Nachträgen zu Band 1 und 2): 2000, ISBN 3-932608-61-5.